# Anglo-Welsh Cup 2014/15
Der Anglo-Welsh Cup 2014/15 ist die 44. Ausgabe des Anglo-Welsh Cup, einer der wichtigsten Rugby-Union-Pokalwettbewerben in Großbritannien. Aus Sponsoringgründen trägt sie den Namen LV= Cup. Es sind 16 Teams aus England und Wales beteiligt. Der Wettbewerb beginnt am 1. November 2014, das Finale findet am 2. März 2015 im Franklin’s Gardens in Northampton statt.

## Teilnehmer
Teilnahmeberechtigt sind folgende Teams:
- die 12 Mannschaften der English Premiership in England
- die 4 Mannschaften der Pro12 aus Wales

## Modus
Es gibt vier Gruppen mit je vier Teams. Dabei werden jeweils zwei Gruppen verbunden, wobei die vier Mannschaften aus einer Gruppe nicht gegeneinander spielen, sondern sie treffen auf die vier Mannschaften aus der anderen Gruppe. Anschließend treffen die vier Gruppensieger in zwei Halbfinals aufeinander. Der Pokalsieger wird im Finale ermittelt. In der Gruppenphase erhalten die Teams:
- vier Punkte für einen Sieg
- zwei Punkte für ein Unentschieden
- einen Bonuspunkt bei vier oder mehr Versuchen
- einen Bonuspunkt bei einer Niederlage mit sieben oder weniger Punkten Differenz

## Gruppenphase
In dieser Saison wurden die Gruppen 1 und 4 sowie 2 und 3 verbunden.

### Gruppe 1 und 4
|    | Team                  | Spiele | Siege | Unent. | Ndlg. | Spiel- punkte | Diff. | Bonus- punkte | Tabellen- punkte |
| -- | --------------------- | ------ | ----- | ------ | ----- | ------------- | ----- | ------------- | ---------------- |
| 1. | Saracens              | 4      | 4     | 0      | 0     | 101:62        | + 39  | 1             | 17               |
| 2. | Gloucester Rugby      | 4      | 3     | 0      | 1     | 102:69        | + 33  | 2             | 14               |
| 3. | Newport Gwent Dragons | 4      | 2     | 0      | 2     | 121:116       | + 5   | 3             | 11               |
| 4. | Bath Rugby            | 4      | 2     | 0      | 2     | 86:59         | + 27  | 2             | 10               |

|    | Team          | Spiele | Siege | Unent. | Ndlg. | Spiel- punkte | Diff. | Bonus- punkte | Tabellen- punkte |
| -- | ------------- | ------ | ----- | ------ | ----- | ------------- | ----- | ------------- | ---------------- |
| 1. | Exeter Chiefs | 4      | 3     | 0      | 1     | 101:100       | + 1   | 1             | 13               |
| 2. | Ospreys       | 4      | 1     | 0      | 3     | 82:114        | − 32  | 2             | 6                |
| 3. | Harlequins    | 4      | 1     | 0      | 3     | 79:94         | − 15  | 2             | 6                |
| 4. | London Welsh  | 4      | 0     | 0      | 4     | 44:102        | − 58  | 2             | 2                |

| 1. November 2014 15:00 WEZ | Bath Rugby | 47 : 7 | London Welsh | Recreation Ground, Bath Zuschauer: 13.300 |
| 1. November 2014 15:00 WEZ | Bericht    |        |              | Recreation Ground, Bath Zuschauer: 13.300 |

| 1. November 2014 15:00 WEZ | Exeter Chiefs | 28 : 27 | Gloucester Rugby | Sandy Park, Exeter Zuschauer: 8.471 |
| 1. November 2014 15:00 WEZ | Bericht       |         |                  | Sandy Park, Exeter Zuschauer: 8.471 |

| 2. November 2014 13:00 WEZ | Saracens | 25 : 20 | Harlequins | Allianz Park, London Zuschauer: 7.012 |
| 2. November 2014 13:00 WEZ | Bericht  |         |            | Allianz Park, London Zuschauer: 7.012 |

| 7. November 2014 19:30 WEZ | Ospreys | 9 : 21 | Saracens | The Gnoll, Neath Zuschauer: 4.270 |
| 7. November 2014 19:30 WEZ | Bericht |        |          | The Gnoll, Neath Zuschauer: 4.270 |

| 7. November 2014 19:45 WEZ | Harlequins | 31 : 21 | Newport Gwent Dragons | The Stoop, London Zuschauer: 7,672 |
| 7. November 2014 19:45 WEZ | Bericht    |         |                       | The Stoop, London Zuschauer: 7,672 |

| 8. November 2014 16:30 WEZ | Exeter Chiefs | 18 : 6 | Bath Rugby | Sandy Park, Exeter Zuschauer: 11.785 |
| 8. November 2014 16:30 WEZ | Bericht       |        |            | Sandy Park, Exeter Zuschauer: 11.785 |

| 9. November 2014 14:30 WEZ | London Welsh | 9 : 18 | Gloucester Rugby | Kassam Stadium, Oxford Zuschauer: 2.906 |
| 9. November 2014 14:30 WEZ | Bericht      |        |                  | Kassam Stadium, Oxford Zuschauer: 2.906 |

| 14. November 2014 19:35 WEZ | Ospreys | 35 : 51 | Newport Gwent Dragons | Brewery Field, Bridgend Zuschauer: 2.736 |
| 14. November 2014 19:35 WEZ | Bericht |         |                       | Brewery Field, Bridgend Zuschauer: 2.736 |

| 31. Januar 2015 14:40 WEZ | Harlequins | 21 : 23 | Newport Gwent Dragons | The Stoop, London Zuschauer: 13.767 |
| 31. Januar 2015 14:40 WEZ | Bericht    |         |                       | The Stoop, London Zuschauer: 13.767 |

| 31. Januar 2015 15:00 WEZ | Gloucester Rugby | 32 : 25 | Ospreys | Kingsholm Stadium, Gloucester Zuschauer: 12.225 |
| 31. Januar 2015 15:00 WEZ | Bericht          |         |         | Kingsholm Stadium, Gloucester Zuschauer: 12.225 |

| 1. Februar 2015 14:30 WEZ | London Welsh | 15 : 20 | Saracens | Kassam Stadium, Oxford Zuschauer: 3.272 |
| 1. Februar 2015 14:30 WEZ | Bericht      |         |          | Kassam Stadium, Oxford Zuschauer: 3.272 |

| 1. Februar 2015 14:30 WEZ | Newport Gwent Dragons | 32 : 37 | Exeter Chiefs | Rodney Parade, Newport Zuschauer: 5.081 |
| 1. Februar 2015 14:30 WEZ | Bericht               |         |               | Rodney Parade, Newport Zuschauer: 5.081 |

| 7. Februar 2015 15:00 WEZ | Gloucester Rugby | 25 : 7 | Harlequins | Kingsholm Stadium, Gloucester Zuschauer: 11.551 |
| 7. Februar 2015 15:00 WEZ | Bericht          |        |            | Kingsholm Stadium, Gloucester Zuschauer: 11.551 |

| 7. Februar 2015 15:00 WEZ | Bath Rugby | 10 : 13 | Ospreys | Recreation Ground, Bath Zuschauer: 13.349 |
| 7. Februar 2015 15:00 WEZ | Bericht    |         |         | Recreation Ground, Bath Zuschauer: 13.349 |

| 8. Februar 2015 14:30 WEZ | Newport Gwent Dragons | 17 : 13 | London Welsh | Rodney Parade, Newport Zuschauer: 4.340 |
| 8. Februar 2015 14:30 WEZ | Bericht               |         |              | Rodney Parade, Newport Zuschauer: 4.340 |

| 8. Februar 2015 15:00 WEZ | Saracens | 35 : 18 | Exeter Chiefs | Allianz Park, London Zuschauer: 6.124 |
| 8. Februar 2015 15:00 WEZ | Bericht  |         |               | Allianz Park, London Zuschauer: 6.124 |

### Gruppe 2 und 3
|    | Team               | Spiele | Siege | Unent. | Ndlg. | Spiel- punkte | Diff. | Bonus- punkte | Tabellen- punkte |
| -- | ------------------ | ------ | ----- | ------ | ----- | ------------- | ----- | ------------- | ---------------- |
| 1. | Northampton Saints | 4      | 3     | 0      | 1     | 98:53         | + 45  | 2             | 14               |
| 2. | Cardiff Blues      | 4      | 3     | 0      | 1     | 95:119        | − 24  | 1             | 13               |
| 3. | Sale Sharks        | 4      | 2     | 0      | 2     | 102:100       | + 2   | 2             | 10               |
| 4. | London Irish       | 4      | 0     | 0      | 4     | 69:118        | − 49  | 1             | 1                |

|    | Team              | Spiele | Siege | Unent. | Ndlg. | Spiel- punkte | Diff. | Bonus- punkte | Tabellen- punkte |
| -- | ----------------- | ------ | ----- | ------ | ----- | ------------- | ----- | ------------- | ---------------- |
| 1. | Leicester Tigers  | 4      | 4     | 0      | 0     | 106:46        | + 60  | 2             | 18               |
| 2. | Newcastle Falcons | 4      | 2     | 0      | 2     | 114:91        | + 23  | 3             | 11               |
| 3. | Wasps             | 4      | 1     | 0      | 3     | 120:128       | − 8   | 5             | 9                |
| 4. | Scarlets          | 4      | 1     | 0      | 3     | 50:99         | − 49  | 1             | 5                |

| 1. November 2014 14:00 WEZ | Sale Sharks | 32 : 29 | Wasps | AJ Bell Stadium, Salford Zuschauer: 3.511 |
| 1. November 2014 14:00 WEZ | Bericht     |         |       | AJ Bell Stadium, Salford Zuschauer: 3.511 |

| 1. November 2014 15:00 WEZ | London Irish | 16 : 17 | Leicester Tigers | Madejski Stadium, Reading Zuschauer: 5.131 |
| 1. November 2014 15:00 WEZ | Bericht      |         |                  | Madejski Stadium, Reading Zuschauer: 5.131 |

| 1. November 2014 16:00 WEZ | Northampton Saints | 37 : 23 | Newcastle Falcons | Franklin’s Gardens, Northampton Zuschauer: 13.362 |
| 1. November 2014 16:00 WEZ | Bericht            |         |                   | Franklin’s Gardens, Northampton Zuschauer: 13.362 |

| 7. November 2014 19:30 WEZ | Scarlets | 7 : 24 | Northampton Saints | Parc y Scarlets, Llanelli Zuschauer: 5.564 |
| 7. November 2014 19:30 WEZ | Bericht  |        |                    | Parc y Scarlets, Llanelli Zuschauer: 5.564 |

| 7. November 2014 20:00 WEZ | Newcastle Falcons | 21 : 22 | Cardiff Blues | Kingston Park, Newcastle upon Tyne Zuschauer: 3.563 |
| 7. November 2014 20:00 WEZ | Bericht           |         |               | Kingston Park, Newcastle upon Tyne Zuschauer: 3.563 |

| 9. November 2014 14:00 WEZ | Wasps   | 43 : 22 | London Irish | Adams Park, High Wycombe Zuschauer: 5.128 |
| 9. November 2014 14:00 WEZ | Bericht |         |              | Adams Park, High Wycombe Zuschauer: 5.128 |

| 9. November 2014 15:15 WEZ | Leicester Tigers | 29 : 13 | Sale Sharks | Welford Road Stadium, Leicester Zuschauer: 17.739 |
| 9. November 2014 15:15 WEZ | Bericht          |         |             | Welford Road Stadium, Leicester Zuschauer: 17.739 |

| 14. November 2014 19:30 WEZ | Cardiff Blues | 19 : 13 | Scarlets | Cardiff Arms Park, Cardiff Zuschauer: 6.284 |
| 14. November 2014 19:30 WEZ | Bericht       |         |          | Cardiff Arms Park, Cardiff Zuschauer: 6.284 |

| 31. Januar 2015 15:00 WEZ | Leicester Tigers | 17 : 8 | Northampton Saints | Welford Road Stadium, Leicester Zuschauer: 24.000 |
| 31. Januar 2015 15:00 WEZ | Bericht          |        |                    | Welford Road Stadium, Leicester Zuschauer: 24.000 |

| 31. Januar 2015 18:30 WEZ | Scarlets | 27 : 18 | London Irish | Parc y Scarlets, Llanelli Zuschauer: 5.051 |
| 31. Januar 2015 18:30 WEZ | Bericht  |         |              | Parc y Scarlets, Llanelli Zuschauer: 5.051 |

| 1. Februar 2015 14:00 WEZ | Wasps   | 42 : 45 | Cardiff Blues | Ricoh Arena, Coventry Zuschauer: 9.640 |
| 1. Februar 2015 14:00 WEZ | Bericht |         |               | Ricoh Arena, Coventry Zuschauer: 9.640 |

| 1. Februar 2015 15:00 WEZ | Newcastle Falcons | 39 : 19 | Sale Sharks | Kingston Park, Newcastle upon Tyne Zuschauer: 2.857 |
| 1. Februar 2015 15:00 WEZ | Bericht           |         |             | Kingston Park, Newcastle upon Tyne Zuschauer: 2.857 |

| 7. Februar 2015 14:00 WEZ | Sale Sharks | 38 : 3 | Scarlets | AJ Bell Stadium, Salford Zuschauer: 4.312 |
| 7. Februar 2015 14:00 WEZ | Bericht     |        |          | AJ Bell Stadium, Salford Zuschauer: 4.312 |

| 7. Februar 2015 14:30 WEZ | Cardiff Blues | 9 : 43 | Leicester Tigers | Cardiff Arms Park, Cardiff Zuschauer: 5.742 |
| 7. Februar 2015 14:30 WEZ | Bericht       |        |                  | Cardiff Arms Park, Cardiff Zuschauer: 5.742 |

| 7. Februar 2015 15:00 WEZ | London Irish | 13 : 31 | Newcastle Falcons | Madejski Stadium, Reading Zuschauer: 4.764 |
| 7. Februar 2015 15:00 WEZ | Bericht      |         |                   | Madejski Stadium, Reading Zuschauer: 4.764 |

| 7. Februar 2015 15:15 WEZ | Northampton Saints | 29 : 6 | Wasps | Franklin’s Gardens, Northampton Zuschauer: 13.362 |
| 7. Februar 2015 15:15 WEZ | Bericht            |        |       | Franklin’s Gardens, Northampton Zuschauer: 13.362 |

## K.-o.-Runde
Halbfinale
| 14. März 2015 12:30 WEZ | Saracens | 24 : 20        | Northampton Saints                                                                                             | Allianz Park, London Zuschauer: 5.036 Schiedsrichter: Dean Richards |
| 14. März 2015 12:30 WEZ | Versuche: Strettle 22. n.erh. Ellery 41. erh. Erhöhungen: Spencer (1/2) Straftritte: Spencer (3/3) 46., 51., 55. Dropgoals: Mordt (1/1) 71. | (5:13) Bericht | Versuche: Olver 27. erh. Dickson 64. erh. Erhöhungen: Olver (1/1) Myler (1/1) Straftritte: Olver (2/2) 6., 16. | Allianz Park, London Zuschauer: 5.036 Schiedsrichter: Dean Richards |

| 15. März 2015 13:00 WEZ | Leicester Tigers | 22 : 30         | Exeter Chiefs | Welford Road Stadium, Leicester Zuschauer: 11.040 Schiedsrichter: Tim Wigglesworth |
| 15. März 2015 13:00 WEZ | Versuche: Rizzo 4. erh. Erhöhungen: Bell (1/1) Straftritte: Bell (4/5) 18., 28., 34., 62. Dropgoals: Bell (1/1) 50. | (16:20) Bericht | Versuche: Taione 13. erh. Vainikolo 19. erh. Bateman 74. Erhöhungen: Sweeney (3/3) Straftritte: Sweeney (3/3) 30., 38., 41. | Welford Road Stadium, Leicester Zuschauer: 11.040 Schiedsrichter: Tim Wigglesworth |

Finale
| 22. März 2015 15:00 WEZ | Saracens | 23 : 20       | Exeter Chiefs                                                                                      | Franklin’s Gardens, Northampton Zuschauer: 8.685 Schiedsrichter: Ian Davies |
| 22. März 2015 15:00 WEZ | Versuche: Strettle 44. n.erh., 49. n.erh. De Jager 61. erh. Erhöhungen: Spencer (1/3) Straftritte: Spencer (2/2) 2., 80. | (3:6) Bericht | Versuche: Bodilly 69. erh., 77. erh. Erhöhungen: Steenson (2/2) Straftritte: Sweeney (2/2) 6., 36. | Franklin’s Gardens, Northampton Zuschauer: 8.685 Schiedsrichter: Ian Davies |